# Comté de Boone (Iowa)
Pour les articles homonymes, voir Comté de Boone.
Le comté de Boone est un comté de l'État de l'Iowa, aux États-Unis.

## Histoire
Le comté de Boone a été établi le 13 janvier 1846. Il a été baptisé du nom du capitaine Nathan Boone, fils de Daniel Boone, un pionnier américain, qui avait formé la Wilderness Road (en) et fondé la ville Boonesborough.